# Olivetti Studio 45
Olivetti Studio 45 è una macchina per scrivere semi standard della Olivetti nata nel 1967 dal progetto di Ettore Sottsass, che più tardi realizzerà la celebre Olivetti Valentine, e Hans Von Klier.

## La macchina per scrivere
Fu progettata nel 1967 dall'architetto e designer Ettore Sottsass,  in collaborazione con Hans Von Klier. La Studio 45 sostituì il modello Olivetti Studio 44, uscito nel 1952 e progettato da Marcello Nizzoli.
Come descritto in un articolo pubblicato su Domus nel 1969, la machina è fatta di ABS e possiede una valigia anch'essa in ABS ed era prodotta in colore verde-blu con una valigia verde per il suo trasporto.
La tastiera è del tipo QWERTY e, oltre ai tasti di scrittura, include una barra spaziatrice, due tasti delle maiuscole, un tasto fissamaiuscole, il tasto di ritorno e un tasto di tabulazione.
L'insieme dei tasti di scrittura ha un'evidente mancanza: non è presente lo zero, che si ottiene digitando la O (o) maiuscola. Sebbene questo oggi possa sembrare strano, era invece piuttosto comune nelle vecchie macchine per scrivere. Mancano anche i tasti per le vocali accentate maiuscole usate nella scrittura della
lingua italiana.